# Fate/Grand Order
Pour la série d'animation adaptant le chapitre Babylone, voir Fate/Grand Order Absolute Demonic Front: Babylonia.
Pour les articles homonymes, voir FGO.
Autre
Fate/Grand Order (フェイト/グランドオーダー, Feito/Gurando Ōdā), abrégé Fate/GO ou F/GO, est un jeu mobile de type RPG free-to-play en ligne fondé sur la franchise de visual novels Fate/stay night de TYPE-MOON, développé par Lasengle. Le jeu est centré autour de combat au tour par tour où le joueur, ayant le rôle de « Master », invoque et commande de puissants familiers connus sous le nom de « Servants » pour se battre contre leurs ennemis. Le récit de l'histoire est présenté dans un format de visual novel, et chaque Servant possède son propre scénario personnel que le joueur explore.
Il est sorti pour la première fois au Japon le 29 juillet 2015 sur Android, et le 12 août sur iOS. Édité par bilibili, le jeu est disponible en chinois simplifié depuis le 29 septembre 2016 sur iOS et le 13 octobre 2016 sur Android ; la version en chinois traditionnel est téléchargeable depuis le 18 mai 2017 sur les deux systèmes d'exploitation mobile. Une version anglaise est sortie le 25 juin 2017 en Amérique du Nord,. Une version coréenne est également disponible depuis le 21 novembre 2017 par l'éditeur de jeu mobile Netmarble. Fate/Grand Order a rapporté 982 millions de dollars en 2017, ce qui en fait le sixième jeu mobile le plus rentable de l'année. En plus d'être le jeu mobile le plus rentable de 2019 au Japon, le jeu a généré plus de 4 milliards de dollars de recettes dans le monde entier depuis sa sortie,.
Deux mangas fondés sur la première partie du jeu sont publiés dans deux magazines différents à partir de l'été 2017. Chaque épisode de la partie 1.5, Epic of Remnant, a également reçu une adaptation manga en collaboration avec différents éditeurs,.
Un jeu spin-off est aussi sorti en décembre 2017, celui-ci est intitulé Fate/Grand Order VR feat. Mash Kyrielight ; une version anglaise est sortie en février 2019. Un second jeu spin-off sur arcade est sorti le 26 juillet 2018 au Japon. Des adaptations en anime sont également produites ou sont en cours de production,.

## Trame

### Intrigue
En 2015, la dernière époque où la magie existe toujours, l'Organisation de sécurité Chaldea s'appuie sur des experts des domaines magique et mondain pour mener de nombreux projets dont l'observation de l'avenir de l'humanité en vue d'éventuels événements menant à l'extinction de l'humanité. La survie de l'humanité semblait être assurée pour le siècle prochain, jusqu'à ce que l'on découvre que l'avenir a soudainement changé et parvient à calculer la disparition de l'espèce à la fin de 2016. La cause est inconnue, mais semble être liée à la ville japonaise de Fuyuki et aux événements de 2004 avec la cinquième guerre du Saint Graal.
Pour éviter l'extinction de l'humanité, Chaldea décide d'utiliser sa sixième expérience, le voyage dans le temps avec la technologie Rayshift, en projetant l'esprit de ses agents pour les envoyer voyager à travers le temps afin détruire les anomalies de l'espace-temps, appelés « Singularités », qui causeront l'extinction des humains.
Le nom de cette mission : « Grand Order », un ordre pour combattre le destin de l'Histoire humaine dans l'intérêt de l'humanité en changeant le passé afin de restaurer l'avenir...

### Scénario

#### Partie 1: Observer on Timeless Temple
À la suite des événements de Fuyuki, Ritsuka Fujimaru et Mash Kyrielight doivent restaurer le Fondement de l'humanité en récupérant les puissants Saint Graals. Les Graals, capables d'exaucer tous les vœux, sont également capables de supporter des anomalies qui menacent l'existence de l'humanité. Les protagonistes utilisent la technologie Rayshift pour remonter dans le temps, allant d'Orléans à Océanos et même à l'ancienne civilisation de Babylone. Sur son long parcours, Ritsuka rencontre le principal antagoniste et cerveau derrière le plan d'éradication de l'humanité : le Roi des Mages Solomon. Il révèle que la tentative de Chaldea de sauver l'humanité n'aura pas d'importance s'ils ne parviennent pas à obtenir chaque Graal, avant de partir. Après avoir obtenu les 7 Graals, Fujimaru et ses Servants entrent dans Ars Paulina, le trône où Solomon était autrefois assis. Dans la bataille finale contre Solomon et sa légion de 72 dieux démons, Ritsuka et Mash sont incapables de vaincre les démons piliers car ils se régénèrent immédiatement. Quand tout semblait être perdu, les Servants qui ont aidé Fujimaru dans leur quête de chaque Singularité apparaissent, permettant à Chaldea d'avancer et de vaincre Solomon, qui se révèle être le dieu démon Goetia, une bête qui possédait le cadavre de Solomon et souhaitait éradiquer l'humanité afin de voyager à l'aube du genre humain. Goetia est rapidement battu, mais pas avant que Mash utilise son Noble Phantasm pour détourner le Noble Phantasm de Goetia afin de protéger Fujimaru en échange de sa vie. Alors qu'il n'y avait plus aucun espoir pour Mash, Romani apparaît et révèle qu'il était lui-même le véritable Solomon, le Grand Caster qui a souhaité de devenir humain après la cinquième guerre du Saint-Graal. Il fait ensuite ses adieux à Ritsuka et utilise son seul Noble Phantasm pour effacer son existence et ainsi affaiblir Goetia pour le vaincre une fois pour toutes. Après la restauration de la Singularité finale, Mash revient à la vie grâce au pouvoir de Beast IV, qui se révèle être Fou, la petite créature qui a voyagé aux côtés de Fujimaru et de son groupe tout au long du jeu.

##### Progression
La première partie de l'histoire de F/GO, intitulée « Observer on Timeless Temple » (オブザーバー オン タイムレス テンプル, Obuzābā on Taimuresu Tenpuru, litt. « L'Observateur sur le Temple intemporel ») est divisée en neuf chapitres au total :
1. Singularité F / X (2004) : La Ville contaminée en flammes, Fuyuki[19] - « Prologue » (特異点F / X 炎上汚染都市 冬木 「序章」?)
2. Première Singularité (1431) : La Guerre de Cent Ans des dragons maléfiques, Orléans[19] - « La Sainte Vierge Salvatrice » (第一特異点 邪竜百年戦争 オルレアン 「救国の聖処女」?)
3. Deuxième Singularité (60) : L'Empire éternel de la folie, Septem[19] - « L'Empereur des roses » (第二特異点 永続狂気帝国 セプテム 「薔薇の皇帝」?)
4. Troisième Singularité (1573) : Les Quatre Mers renfermées de la fin, Océanos[19] - « Le Navigateur de la tempête » (第三特異点 封鎖終局四海 オケアノス 「嵐の航海者」?)
5. Quatrième Singularité (1888) : Le Monde de la mort dans la ville du brouillard démoniaque, Londres[19] - « Le Chevalier de Londinium » (第四特異点 死界魔霧都市 ロンドン 「ロンディニウムの騎士」?)
6. Cinquième Singularité (1783) : La Grande Guerre mythique nord-américaine, E Pluribus Unum[19] - « La Blouse blanche d'acier » (第五特異点 北米神話大戦 イ・プルーリバス・ウナム 「鋼鉄の白衣」?)
7. Sixième Singularité (1273) : Le Royaume divin de la Table Ronde, Camelot[19] - « L'Agateram brillant » (第六特異点 神聖円卓領域 キャメロット 「輝けるアガートラム」?)
8. Septième Singularité (2655 av. J.-C.) : Le Front démoniaque absolu, Babylone[19] - « La Chaîne des Cieux » (第七特異点 絶対魔獣戦線 バビロニア 「天の鎖」?)
9. Singularité Finale (1692) : Le Grand Temple du Temps, Solomon - « La Pluie de météores du Zénith divin » (終局特異点 冠位時間神殿 ソロモン 「極天の流星雨」?)

#### Partie 1.5: Epic of Remnant
Après avoir mis fin aux Singularités, Ritsuka Fujimaru se voit attribuer le rang de Cause par l'Association des mages. Au lendemain de la crise des Singularités, Chaldea est de nouveau chargée de gérer des « Singularités de sous-espèces ». Au cours de cette période, Chaldea a été la cible de critiques de différentes organisations, notamment l'ONU et l'Association des mages.

##### Progression
L'ensemble de cette suite de la première partie est rendu disponible fin 2017. Intitulée « Epic of Remnant » (エピック オブ レムナント, Epikku obu Remunanto, litt. « L'Épopée d'un vestige »). Cette histoire supplémentaire présente quatre épisodes de Singularités de sous-espèces :
1. Épisode I - (1999) : Le Domaine démoniaque malveillant en quarantaine, Shinjuku - « Incident fantôme de Shinjuku » (亜種特異点I 悪性隔絶魔境 新宿 「新宿幻霊事件」?)
2. Épisode II - (2000) : La Légendaire Société souterraine, Agartha - « La Femme d'Agartha » (亜種特異点II 伝承地底世界 アガルタ 「アガルタの女」?)
3. Épisode III - (An 16 de l'ère Kan'ei, 1639) : La Scène de bataille funeste, Shimōsa - « Le Tournoi des Sept Esprits Héroïques maîtres-épéistes » (亜種特異点III 屍山血河舞台 下総国 「英霊剣豪七番勝負」?)
4. Épisode IV - (2016) : Le Jardin de l'avènement tabou, Salem - « Salem de l'Hérésie » (亜種特異点IV 禁忌降臨庭園 セイレム 「異端なるセイレム」?)

- L'événement de collaboration avec Fate/EXTRA CCC pour une durée limitée, Le Paradis cybernétique abyssal, SE.RA.PH (亜種特異点 深海電脳楽土 SE.RA.PH?), est placé dans la partie 1.5. À partir du 26 février 2020, l'événement Joyeux Noël dans l'Au-delà (冥界のメリークリスマス?) a également été classé dans la partie 1.5.

#### Partie 2: Cosmos in the Lostbelt
Une fois ces incidents terminés, Chaldea s'est retrouvé sous la nouvelle direction de Goldolf Musik. Il s'est avéré que Goldolf n'était qu'un bouc émissaire lors d'une prise de contrôle hostile par une mystérieuse organisation, conspirant avec une entité inconnue connue sous le nom de Dieu extraterrestre, pour détruire Chaldea et l'histoire humaine actuelle, ramenant la planète à l'ère des dieux. Maintenant en fuite, Ritsuka, Mash et les membres survivants de Chaldea ont survécu à bord du navire autonome Shadow Border, voyageant vers différentes périodes de l'Histoire appelées « Lostbelts », des lignes temporelles alternatives séparées de la plus grande histoire humaine qui sont représentées par un Crypter. Afin de corriger à nouveau l'Histoire humaine et de vaincre le Dieu extraterrestre, Ritsuka Fujimaru doit prendre de sérieuses décisions et faire des sacrifices qui feront de lui un sauveur... ou un destructeur.

##### Progression
Intitulée « Cosmos in the Lostbelt » (コスモス イン ザ ロストベルト, Kosumosu in za Rosutoberuto, litt. « Cosmos dans la Ceinture Perdue »), la deuxième partie de l'histoire composée de sept « Lostbelts » est en cours de publication depuis le 4 avril 2018, :
1. Lostbelt No.1 (1570?) : L'Empire du Pergélisol, Anastasia - « La Princesse impériale du royaume des bêtes » (永久凍土帝国 アナスタシア 「獣国の皇女」?)
2. Lostbelt No.2 (1000 av. J.-C.?) : La Flamme gelée éternelle du siècle, Götterdämmerung - « Le Gentil Homme des flammes impérissables » (無間氷焔世紀 ゲッテルデメルング 「消えぬ炎の快男児」?)
3. Lostbelt No.3 (210 av. J.-C.?) : La Terre de savoir unifié, SIN - « La Beauté pourpre au clair de la lune » (人智統合真国 シン 「紅の月下美人」?)
4. Lostbelt No.4 (11900?) : Le Cycle de la Genèse et de la Destruction, Yuga Kshetra - « Le Dernier Dieu noir » (創世滅亡輪迴 ユガ・クシェートラ 「黒き最後の神」?)
5. Lostbelt No.5 (12000 av. J.-C.?) : L'Océan des Titans antiques, Atlantis - « Le jour où Dieu a été abattu » (神代巨神海洋 アトランティス 「神を撃ち落とす日」?)
6. Lostbelt No.5 (12000 av. J.-C.?) : La Ville interstellaire sur une chaîne de montagnes, Olympus - « Le jour où Dieu a été abattu » (星間都市山脈 アトランティス 「神を撃ち落とす日」?)
7. Lostbelt No.5.5 (1008?) : Le Mandala du domaine de l'Enfer, Heian-kyō - « Le Flash fulgurant » (地獄界曼荼羅 平安京「轟雷一閃」?)
8. Lostbelt No.6 (500?) : Le Royaume divin de la Table Ronde, Avalon le Fae - « L'heure de la naissance d'une étoile » (妖精円卓領域　アヴァロン·ル·フェ「星の生まれる刻」?)
9. Lostbelt No.7 (316000000 av. J.-C.) : Mer dorée d'arbres, Nahui Mictlan - « Ceux qui gouvernent la planète » (黄金樹海紀行 ナウイ・ミクトラン 惑星を統べるもの?)

## Développement

### Conception
Le visual novel de Fate/stay night, depuis son lancement en 2004, a su jouir de sa grande popularité et a vu nombreux œuvres se répandre tels que des jeux vidéo, romans, mangas ou bien des animes, souvent des spin-off, c'est le résultat d'un media mix (en) (l'équivalent japonais d'une franchise médiatique) qui enrichit ainsi l'univers de la série. Le slogan « Fate Online Project REBOOT » avait été répertorié,. De nombreux personnages des œuvres de la franchise Fate, tels que Fate/stay night, Fate/Zero, Fate/EXTRA et Fate/Apocrypha, ainsi que de nombreux personnages originaux sont censés apparaître dans ce nouveau projet original. Le concept est simple, en tant que « Master » qui utilise de nombreux esprits héroïques comme « Servants », le joueur peut en lancer cinq dans une « recherche du Saint Graal » appelée « Grand Order ».
La relance de cet ancien projet de jeu annulé a été annoncée pour la première fois lors de la « Fate Project, Saishin jōhō happyōkai » (「Fate Project 最新情報発表会」) tenue au Shinagawa Intercity Hall à Tokyo, le 27 juillet 2014. La planification et l'initiative a été menée par le producteur et représentant d'Aniplex Atsuhiro Iwagami. La même compagnie qui, avec ufotable, ont produit ensemble la récente série d'animation Fate/stay night: Unlimited Blade Works, de là émergea un point de départ vers une suggestion de coopération. Le projet est mené en collaboration avec le studio de jeux vidéo DELiGHTWORKS pour reprendre le concept en un jeu vidéo de rôle mobile.
Le jeu est fondé sur les travaux du scénariste Nasu Kinoko et de l'illustrateur Takeuchi Takashi qui ont travaillé sur la série Fate jusqu'à présent, et ainsi que de beaucoup d'écrivains, d'artistes d'anthologie, d'entreprises et d'autres personnes engagées dans les œuvres de TYPE-MOON ont participé dans la majorité. Ce travail est réalisé en référence à Chain Chronicle (en).

### Lancement

#### Version japonaise
Les préinscriptions ont commencé le 28 décembre 2014 ; le déploiement du scénario et la gestion des services ont quant à eux débuté le 29 juillet 2015 au Japon,. La version d'Android et celle d'iOS étaient prévues pour démarrer leur service en même temps, mais l'analyse d'Apple ne pouvant pas l'autoriser, seule la version d'Android a été disponible à la date prévue. Le 4 août 2015 était la 4e position du classement de Google Play. Au même moment, le jeu ne pouvait pas s'exécuter en raison d'une maintenance sur une longue période. Après cela, il a été annoncé à 18 h 15 par le compte officiel du jeu sur Twitter que l'application a été temporairement supprimée (en privée) du Google Play Store jusqu'à la fin de la maintenance,. La diffusion a finalement repris le 6 août 2015, mais avec un début intermittent. Le 12 août 2015, la version d'iOS est enfin rendue disponible.
Le chapitre final du scénario principal a été publié en décembre 2016, concluant ainsi la partie 1 de l'histoire. À la suite de cela, une partie 2 faisant suite au scénario principal a été annoncé en janvier 2017. La partie 1.5, intitulée Epic of Remnant, débute en février 2017 ; celle-ci sert d'intermédiaire entre la partie 1, récemment conclue, et la future partie 2,.
Fin novembre 2017, le quatrième et dernier épisode de la partie intermédiaire Epic of Remnant (1.5) est publié,.
Il a été annoncé au Nouvel An 2018 que la partie 2 de l'histoire, intitulée Cosmos in the Lostbelt, est prévue pour le printemps 2018,. Lors de l'AnimeJapan 2018, la sortie du premier chapitre a été confirmé pour le 4 avril 2018.
Lors d'une interview pour 4Gamer fin décembre 2018, le scénariste Kinoko Nasu a déclaré que l'histoire du jeu se terminera avec la partie 2, ajoutant que l'intrigue du dernier chapitre avait déjà été écrite et approuvée par Aniplex.
A-1 Pictures a produit une bande-annonce pour les quatre ans de Fate/Grand Order qui est diffusée sur les chaînes de télévision au Japon.

#### À l'étranger
Avec une version de test lancée entre fin avril et début mai 2016, une version en chinois simplifié de Fate/Grand Order est officiellement disponible, via l'éditeur chinois bilibili, depuis le 29 septembre 2016 sur iOS et le 13 octobre 2016 sur Android.
Le 16 avril 2017, Aniplex of America a annoncé que Fate/Grand Order sortira aux États-Unis avec un créneau de sortie d'été 2017. Le directeur de la création, Yosuke Shiokawa, a expliqué que, même si le jeu était destiné à être diffusé au Japon, l'équipe a pris note de la grande quantité de joueurs étrangers qui ont eu accès au jeu et a décidé de le rendre aussi accessible aux autres régions. Depuis le 19 avril 2018, la version anglaise de Fate/Grand Order a été rendue disponible en Australie, à Singapour, aux Philippines, au Viêt Nam et en Thaïlande,.
Avec une préinscription qui s'est déroulée le 6 avril 2017, une version en chinois traditionnel du jeu est téléchargeable depuis le 18 mai 2017 sur les deux systèmes d'exploitation mobile.
L'éditeur sud-coréen de jeu mobile Netmarble a annoncé le développement d'une version coréenne via la création d'un site web et d'une page Facebook, ; celle-ci est disponible depuis le 21 novembre 2017.
Le 31 juillet 2022, le site officiel de Fate/Grand Order officialise que la version américaine du jeu sera étendue à l'Europe, au Mexique, Chili, Brésil et à la Nouvelle-Zélande. Cette extension devient effective à compter du 2 août 2022.

## Système de jeu

### Généralités
Mis à part son histoire narrée dans un format de visual novel, Fate/Grand Order reste dans l'ensemble un RPG tactique fondé sur le tour par tour. À travers le voyage dans le temps, le joueur doit parcourir dans de différentes époques afin de régler les différentes anomalies, appelés « Singularités », qui sont apparues pour sauver l'humanité du désastre qui l'attend. Pour cela, il endosse le rôle de « Master » et commande un groupe d'individus appelés « Servants » qui sont généralement des personnages historiques, littéraires et mythologiques issus de diverses cultures. Le joueur commande un groupe composé d'un maximum de 6 Servants dans chaque combat, 3 membres actifs et 3 réservistes et dont l'un des 6 Servants appartient à un autre Master.
À chaque tour, le joueur reçoit un ensemble de 5 cartes de commande et doit utiliser 3 d'entre elles pour attaquer. Ces cartes sont générées au hasard en fonction des Servants actifs. Il existe trois types de cartes : « Buster » (une attaque lourde), « Arts » (une attaque moyenne qui charge la jauge spéciale nommée « NP » pour « Noble Phantasm ») et « Quick » (une attaque légère qui génère des étoiles critiques qui assurent des coups critiques au prochain tour). Si 3 cartes similaires sont utilisées dans un tour, ils créent un « Chain » qui donne un bonus fondé sur les propriétés des cartes. Si 3 cartes correspondant au même Servant sont sélectionnées, un « Brave Chain » s'ensuivra, donnant lieu à une attaque supplémentaire, plus puissante, ajoutée à la fin.
Chaque Servant dispose également de compétences qui peuvent être utilisées avant de tirer les cartes de commande ; chaque compétence donne des effets dans le combat en cours, ainsi qu'une capacité spéciale appelée « Noble Phantasm » qui peut être utilisée lorsqu'une carte spéciale apparaît quand la jauge NP est pleine. Le Master dispose également de différents ensembles de compétences et d'une capacité spéciale à utiliser nommée « Sceau de Commandement ». Les Sceaux de Commandement sont les commandes absolues que le Master possède et qui peuvent être utilisées pendant un combat ; ils ont une variété d'effets, qui peuvent aussi changer, et doivent être rechargés sur une durée fondée sur le temps réel après une utilisation.
Les Servants sont obtenus en les invoquant à travers un système d'invocation qui consomme des Saint Quartz, la monnaie dans le jeu, et des Points d'amis, ce sont des points reçus en fournissant ou en utilisant un Servant de soutien fourni par les PNJ et les amis. Un autre type de cartes appelé « Craft Essences » peut également être obtenu en lors des invocations et il est utilisé pour donner des effets supplémentaires lorsqu'il est équipé à un Servant.
De temps à autre, le jeu comporte également des événements qu'il fournit au joueur pour obtenir de nouveaux objets et des Servants comme lors des campagnes d'invocation pour les Servants ou Craft Essences limités ; d'événements spéciaux, comme « All the Statesmen! ~Learn With Manga Records of the American Frontier~ » servant de promotion pour le manga Manga de wakaru! Fate/Grand Order (マンガで分かる！Fate/Grand Order) ou l'événement GUDA GUDA Honnoji et celui de la Déesse de la Lune pour des Servant spécifiques ; ou bien d'événements du monde réel tels que les vacances d'été, Halloween, Noël et la Saint-Valentin.
Le joueur obtient également un objet gratuit tous les jours, qu'il s'agisse d'un objet d'ascension ou d'amélioration de compétence, de cartes EXP ou d'un Saint Quartz gratuit. Des micropaiements sont également présents dans Fate/Grand Order pour obtenir des Saint Quartz.

### Servants
Le protagoniste, dans sa quête pour refermer les Singularités apparues à certaines époques, doit faire appel à des Servants qu'il a invoqué au préalable. Ceux-ci sont notés selon un degré de rareté en 5 étapes graduelles : C, UC, R, SR, SSR. Chaque Servant a une classe désignée dont l'efficacité dans un combat dépend de la classe des ennemis. Les joueurs peuvent améliorer ces Servants à l'aide d'objets d'amélioration pour leurs compétences ou de cartes EXP qui après un certain niveau pourront évoluer et monter d'un grade grâce à des objets d'ascension.
Les Servants qui apparaissaient dans la Partie 1 révèlent leurs véritables identités lorsqu'ils ont été trouvés au moment de leur invocation, mais certains Servants apparaissant dans la Partie 1.5 et la Partie 2 ont leurs véritables noms obscurcis.

## Personnages

### Chaldea
Ritsuka Fujimaru (藤丸 立香, Fujimaru Ritsuka),
Voix japonaise : Nobunaga Shimazaki (Anime) ; Tomoko Kaneda (Manga de wakaru! Fate/Grand Order) ; Akira Sekine (Fate/Grand Carnival)
Le personnage principal de l'œuvre, Ritsuka est l'un des 48 « Masters candidats » qui participeront à la mission de remonter le temps afin de corriger les distorsions du passé pour empêcher l'extinction de l'humanité. Contrairement à d'autres candidats, il n'a aucun lien avec l'Association des mages ; il n'était qu'une personne ordinaire qui a été acceptée à Chaldea après avoir reçu un prospectus de recrutement. Bien qu'il soit l'un des 10 candidats publics à ce poste, c'est lui qui a survécu au combat de simulation du Spiritron et qui s'est endormi dans le couloir principal où Mash et Fou l'ont trouvé. En s'habituant à l'endroit, il a appris son rôle dans l'organisation. Malgré le fait qu'il soit un Master choisi, il a également échappé au sabotage qui a blessé les 47 candidats restants par hasard, le laissant ainsi devenir le dernier Master à assumer ce rôle. En tant que dernier Master de l'humanité, il a obtenu le privilège d'invoquer et de commander plusieurs Servants, mais il ne s'y connait parfois en rien de l'Histoire, ce que l'organisation doit lui apprendre. Il est aussi très gentil avec ses amis, surtout avec Mash. Après les événements de la singularité de Solomon, il lui est accordé le rang de Cause dans la Tour de l'Horloge par l'Association des mages. Avec les événements de Cosmos in the Lostbelt, il est l'un des rares membres survivants de Chaldea après une attaque du Dieu extraterrestre.
Dans le jeu, le sexe de Ritsuka dépend de la préférence du joueur, qui peut être un homme ou une femme. Les adaptations officiels utilisent généralement sa version masculine.
Mash Kyrielight (マシュ・キリエライト, Mashu Kirieraito) - Shielder (シールダー, Shīrudā)
Voix japonaise : Risa Taneda (Jusqu'en septembre 2016) ; Rie Takahashi (Depuis octobre 2016),
Une fille qui a le même âge que Ritsuka travaillant à l'Organisation de sécurité de Chaldea, après les événements d'un incident majeur au sein de l'organisation, elle forge un lien avec un esprit et se réveille en tant que Demi-Servant unique de classe Shielder. Elle est très instruite et soutient Ritsuka dans sa mission de corriger l'Histoire, mais peut parfois être attristée. Au cours de l'histoire, il est révélé qu'elle est un bébé sur mesure, créé pour le projet Demi-Servant de Chaldea sous les ordres de Marisbury Animusphère. Avec le projet de créer un humain artificiel à fusionner avec un Esprit Héroïque invoqué, le projet était contraire aux lois humaines et a été abandonné. Son existence étant le seul résultat du projet, son corps a été fusionné avec l'Esprit Héroïque Galaad, le deuxième Servant invoqué par Chaldea. Plus tard, elle a utilisé son Noble Phantasm pour protéger Ritsuka de l'attaque de Goetia, au prix de sa propre vie. Mais elle est par la suite ressuscitée par Primate Murder en utilisant tous ses pouvoirs pour la sauver, mais ne devient plus un Demi-Servant. Pendant les événements de Cosmos in the Lostbelt, elle utilise l'Ortenaus Equipment pour reproduire les capacités de Gallahad. Son apparence et son concept sont basés sur un personnage de concept inutilisé pour Fate/stay night, appelé Stray Servant.
Fou (フォウ, Fō)
Voix japonaise : Ayako Kawasumi (Anime)
Une étrange petite créature qui se blottit contre Mash, mais aussi avec Ritsuka. Il est un plus tard révélé qu'il est Cath Palug et était un familier de Merlin. Il est aussi Primate Murder, ou Beast IV, qui se décrit comme étant la Bête de la Calamité. À la fin de la singularité de Solomon, il ressuscite Mash au prix de sa propre existence.
Olga-Marie Arsimilat Animusphere (オルガマリー・アースミレイト・アニムスフィア, Orugamarī Āsumireito Animusufia)
Voix japonaise : Madoka Yonezawa (Anime)
Elle est la dirigeante actuelle de Chaldea, elle surveille l'avenir et tente d'empêcher l'extinction de l'humanité en 2016. Elle est aussi une mage issue d'une famille de mage prestigieuse. Elle est plus tard tuée par Lev Lainur Flauros à l'aide de la magie de flottation en la jetant sur CHALDEAS.
Romani Archaman (ロマニ・アーキマン, Romani Ākiman)
Voix japonaise : Ken'ichi Suzumura
Il est le médecin de l'Organisation de sécurité de Chaldea. Il est plus tard révélé qu'il était le Caster invoqué par le père d'Olga-Marie Animusphere, Marisbury Animusphere, pendant la Guerre du Saint Graal en 2004, que lui et son Master ont remporté. Au lieu d'utiliser ses sorts de commandement pour obliger Caster à se tuer pour activer le Heaven's Feel pour atteindre l'« Origine » (根源の渦, Kongen no Uzu), Animusphere utilisa plutôt le Saint Graal comme un dispositif pour exaucer les souhaits pour lui-même et Caster. Il a souhaité de la richesse pour la création de CHALDEAS alors que Caster souhaitait une seconde vie en tant qu'humain prenant plus tard le nom de Romani Archaman. Dans sa vie antérieure, il était le roi Solomon, le fils du roi David. Dans la singularité de Solomon, il révèle son identité à Fujimaru et renvoie ses anneaux à Dieu, s'efface du Trône des Héros et affaiblit considérablement Goetia, qui possédait son véritable corps.
Léonard de Vinci (レオナルド・ダ・ヴィンチ, Reonarudo da Vinchi)
Voix japonaise : Māya Sakamoto
Une Servant de classe Caster et le troisième Esprit héroïque invoqué avec succès par Chaldea, il a été révélé que l'esprit de De Vinci a pris la forme de sa femme « idéale » Mona Lisa comme son corps. Elle est le commerçant de la boutique en jeu et reste habituellement au Chaldea pour soutenir le groupe de Fujimaru. Elle accompagne le groupe pendant leur mission à Camelot, où elle tente de se sacrifier contre les troupes de Lancelot, mais elle est sauvée par Lancelot lui-même. Elle était la seule à Chaldea qui connaissait la véritable identité de Romani avant la singularité finale et devient la cheffe de l'Organisation après son sacrifice.
Leff Laynor Flauros (レフ・ライノール・フラウロス, Refu Rainōru Furaurosu)
Voix japonaise : Tomokazu Sugita
Un professeur travaillant à Chaldea qui a inventé « SHIVA », la « Lentille optique d'observation de l'avenir proche » avec l'aide d'Olga-Marie. Il est plus tard tué par Attila peu après avoir invoqué la Servant de classe Saber en l'an 69 après J-C.

### Servants récurrents
Arturia Pendragon (アルトリア・ペンドラゴン, Arutoria Pendoragon)
Voix japonaise : Ayako Kawasumi
D'abord connu comme Saber de Fate/stay night, Arturia Pendragon est l'incarnation du roi Arthur qui a été une femme au cours de sa vie passée et a été invoquée comme une Servant de classe Saber. Elle peut être invoquée comme une Servant et aider le protagoniste dans les « Grand Orders ». Elle apparaît également à travers différentes singularités à travers les « Grand Orders » sous différentes variations d'elle-même.
Apparaissant d'abord dans la série comme elle l'a fait plus tard dans la route « Heaven's Feel » dans Fate/stay night sous sa forme corrompue de Saber Alter, elle a continué à lutter contre le Graal à la suite de la destruction de Fuyuki. Grâce aux efforts combinés de Mash Kyrielight et Cú Chulainn, elle est vaincue dans le Prologue et révèle les « Grand Orders » avant de disparaître.
Elle est ensuite à nouveau invoquée cette fois-ci par le brouillard dans l'arc du Chevalier de Londinium dans sa forme corrompue en tant que Servant de classe Lancer. Dans cette singularité, elle est vaincue par sa fille Mordred.
Elle prend plus tard le rôle d'antagoniste principal dans l'arc de Camelot où elle apparaît à nouveau sous la classe Lancer, en s'appelant le Roi Lion. Elle invoque divers chevaliers de la Table Ronde pour prendre le contrôle de la Sixième Singularité. Elle est ensuite vaincue par Bédivère en lui renvoyant Excalibur, après avoir échoué à renvoyer l'épée à la Dame du Lac selon la légende.
Sa forme Saber Alter apparaît à nouveau mais cette fois-ci comme une alliée à Shinjuku.
EMIYA (エミヤ, Emiya)
Voix japonaise : Junichi Suwabe
La version corrompue du Sevant Archer, il sert Saber après qu'il a été vaincu par cette dernière pendant le prolongement de la guerre. Il a été vaincu par Shielder qui a été forcée par Cú Chulainn d'essayer d'activer son Noble Phantasm. Dans l'anime, Cú Chulainn le vainc, Archer a également été capable de projeter Excalibur dans un dernier effort pour vaincre les protagonistes, ce qui a entraîné sa défaite rapide.
Il apparaît plus tard dans Shinjuku dans sa version Alter. On a laissé entendre que cet aspect corrompu est lié à Kiara de Fate/Extra CCC. Il a été engagé par Holmes pour infiltrer le côté de Moriarty et aider à vaincre Dieu démon Baal. Il disparaît plus tard après avoir aidé Saber Alter à détruire un météore tombant sur la ville.
Jeanne d'Arc (ジャンヌ・ダルク, Jannu Daruku)
Voix japonaise : Māya Sakamoto
Elle est l'une des assistantes de Fujimaru dans le chapitre d'Orléans. En raison de la distorsion causée par la singularité, cette Jeanne est la véritable Jeanne d'Arc, plutôt que la Servant envoyée à un moment quelconque après avoir été brûlée au bûcher. Elle est également l'un des personnages principaux de Fate/Apocrypha, apparaissant comme une Servant de classe Ruler.
Sa forme Alter est également introduite dans le même chapitre, née du Saint Graal comme l'esprit vengeur que Gilles de Rais l'envisageait d'être après sa mort. Elle est une servante de classe Ruler et l'antagoniste à Orléans. Elle apparaît plus tard sous la classe Avenger et une alliée à Shinjuku.
Élisabeth Báthory (エリザベート・バートリー, Erizabēto Bātorī)
Voix japonaise : Rumi Ōkubo
L'une des aides de Fujimaru à travers les Grand Orders. Elle apparaît dans les chapitres d'Orléans, de Septem et d'E Pluribus Unum. Elle apparaît à l'origine dans Fate/Extra CCC et est également l'une des Servants jouables dans Fate/EXTELLA.
Néron (ネロ・クラウディウス・カエサル・アウグストゥス・ゲルマニクス, Nero Kuraudiusu Kaesaru Augusutusu Gerumanikusu)
Voix japonaise : Sakura Tange
Une aide du groupe de Chaldea dans les chapitres Septem et E Pluribus Unum. Sa forme vivante apparaît en Septem, défendant Rome d'une alliance d'anciens empereurs romains invoqués par le Saint Graal. Sa forme de Servant apparaît dans E Pluribus Unum, recrutée par Robin des Bois pour se défendre contre l'invasion celtique. Elle se rend à Washington, D.C. avec Robin des Bois, Geronimo et Billy the Kid pour assassiner Medb, mais échoue et est tuée par Cú Chulainn.
Elle apparaît à l'origine dans Fate/Extra CCC et est également l'une des Servants jouables dans Fate/EXTELLA.
Cú Chulainn (クー・フーリン, Kū Fūrin)
Voix japonaise : Nobutoshi Kanna ; Kazuya Nakai (Prototype)
Le héros connu sous le nom du « Chien de Culann » du Cycle d'Ulster dans la mythologie irlandaise. Il est apparu pour la première fois dans la série original Fate/stay night en tant que Lancer. Il peut être invoqué pour aider le protagoniste dans les Grand Orders.
Apparaissant également en tant que Servant de classe Caster, il est une autre manifestation de l'Esprit héroïque Cú Chulainn qui aide le groupe de Chaldea dans la singularité de Fuyuki. Avant qu'il ne puisse interroger Saber Alter au sujet des « Grand Orders », il disparaît mais a eu le temps de dire à Fujimaru de l'invoquer la prochaine fois en tant que Lancer.
Au cours de la cinquième singularité, Cú Chulainn réapparaît étant que Berserker, créé à la suite du souhait de la Reine Medb pour un amoureux idéal et roi. Ce Berserker est différent du véritable Cú Chulainn, muté par le désir de Medb, sa personnalité change, le rendant froid, sa silhouette également. Il interrompt le duel entre Karna et Arjuna en tuant Karna avec son Gae bolga.
Cú Chulainn est également invocable dans sa version plus jeune qui est apparue dans Fate/Prototype.
Francis Drake (フランシス・ドレイク, Furanshisu Doreiku)
Voix japonaise : Urara Takano
À l'origine un homme dans l'Histoire, Francis Drake prend la forme d'une femme pirate dans cette franchise. Elle est une Servant de classe Rider et une alliée principale dans le troisième chapitre, Océanos. Elle est apparue pour la première fois dans Fate/EXTRA.
Atalante (アタランテ, Atarante)
Voix japonaise : Saori Hayami
La chaste chasseuse de la mythologie grecque. Elle est invoquée par Jeanne Alter dans le chapitre d'Orléans. Elle revient dans le chapitre Océanos comme l'une des Argonautes de Jason, mais finalement s'est retournée contre lui et a pris parti avec Fujimaru et Drake.
Elle apparaissait à l'origine dans Fate/Apocrypha en tant qu'Archer Rouge.
Héraclès (ヘラクレス, Herakuresu)
Voix japonaise : Tadahisa Saizen
Un des plus grands héros de la mythologie grecque et le Servant de classe Berserker de Fate/stay night. Il apparaît brièvement dans le chapitre Fuyuki comme le Berserker vaincu par Saber Alter et devient passif quand il est corrompu par cette dernière. Il réapparaît plus tard comme l'un des Argonautes de Jason et un antagoniste dans le chapitre Océanos. Il apparaît de nouveau dans le chapitre d'Agartha en tant que Servant ennemi, où il a été fortement modifié par Shéhérazade et s'est transformé en un monstre complet que Chaldea ne peut même plus appeler Héraclès et le nomme « Megalos » à la place.
William Shakespeare (ウィリアム・シェイクスピア, Wiriamu Sheikusupia)
Voix japonaise : Tetsu Inada
Apparaissant d'abord dans Fate/Apocrypha, il est un allié du groupe de Chaldea à Londres et à Shinjuku. À Shinjuku, il a été obligé de suivre les plans de Moriarty et utilise son Premier Folio pour créer des fantômes de détectives pour le vaincre une fois libéré.
Hans Christian Andersen (ハンス・クリスチャン・アンデルセン, Hansu Kurisuchan Anderusen)
Voix japonaise : Takehito Koyasu
C'est un allié du groupe de Chaldea à Londres, où il leur parle des Grand Servants. Il apparaît plus tard à la fin de Shinjuku, en utilisant son Märchen Meines Lebens pour les aider à vaincre Moriarty. Il est apparu à l'origine dans Fate/Extra CCC.
Helena Blavatsky (エレナ・ブラヴァツキー, Erena Buravatsuki)
Voix japonaise : Hisako Kanemoto
Une Servant de classe Caster, elle agit comme médiatrice entre Edison et Tesla. Elle apparaît d'abord comme antagoniste dans E Pluribus Unum, travaillant avec Edison et Karna contre la faction de Geronimo. Cependant, elle devient une alliée du groupe de Chaldea après qu'elle est battue. À Agartha, elle pensait s'être fait tuée par Colomb mais apparaît plus tard à la fin du chapitre, où elle utilise ses soucoupes volantes pour évacuer Laputa qui s'effondre.
Lancelot (ランスロット, Ransurotto)
Voix japonaise : Ryōtarō Okiayu
Apparu pour la première fois dans Fate/Zero, il a un rôle mineur au cours du chapitre d'Orléans, invoqué sous la classe Berserker, confondant Jeanne d'Arc pour le roi Arthur. Il apparaît à nouveau avec un rôle plus important dans l'histoire lors du chapitre Camelot. L'un des Servants invoqués par le Roi Lion, de classe Saber il a sa santé mentale intacte contrairement à la classe Berserker. Il trahit plus tard le Roi Lion après avoir été convaincu par Shielder qui est liée avec son fils Galahad. Il mourra plus tard après un duel contre Agravain.
Mordred (モードレッド, Mōdoreddo)
Voix japonaise : Miyuki Sawashiro
Une Servant de classe Saber, elle est une alliée du groupe de Chaldea dans la singularité de Londres. Elle apparaît plus tard comme une antagoniste à Camelot, ayant été l'un des chevaliers pour répondre à la convocation du roi Lion, elle a finalement été tuée par Bédivère.
Bédivère (ベディヴィエール, Bediivieru)
Voix japonaise : Mamoru Miyano
Un des Chevaliers de la Table ronde et un Servant de la classe Saber, il est le principal allié du sixième chapitre, Camelot. Son objectif principal est de ramener Excalibur au Roi Lion. Il apparaît pour la première fois à la fin du scénario Fate dans Fate/stay night.
Merlin (マーリン, Mārin)
Voix japonaise : Takahiro Sakurai
Un allié dans Babylone, Merlin est un Servant de classe Caster invoqué dans le Grand Order de 2500 av. J.-C.. Connu sous le nom de « Mage des fleurs », il est le mage et le prophète des légendes arthuriennes ainsi que le maître de Fou. Il apparaît d'abord dans le chapitre de l'Amérique du Nord, bloquant l'attaque de Cú Chulainn contre Mash et permettant à Karna d'utiliser Vasavi Shakti, obligeant le Berserker de se retirer. À Camelot, il a été révélé qu'il avait réveillé Bédivère et l'avait envoyée dans la singularité.
Il fait une bonne apparition à Babylone, étant l'un des Servant invoqués par Gilgamesh. Il a retenu Tiamat dans son sommeil jusqu'à ce que le groupe de Fujimaru tue la Gorgone, ce qui a mené à son réveil. Après que Tiamat est attirée dans l'Au-delà, Merlin utilise les fleurs produites par son Garden of Avalon pour restreindre l'autorité du Chaos Tide de Tiamat, qui est devenu de la boue ordinaire et en redonnant le contrôle de l'Au-delà à Ereshkigal. Après le sacrifice de Solomon dans la Singularité Finale, il détient actuellement le titre de « Grand Caster ».
« Vieux de la Montagne » (『山の翁』, Yama no Okina)
Voix japonaise : Jōji Nakata
Le « Vieux de la Montagne » a été le fondateur de l'Ordre des assassins, et donc l'original Hassan-i Sabbah. Il est un Grand Assassin. Il apparaît pour la première fois à Camelot, aidant Chaldea à vaincre Gauvain. Il apparaît encore à Babylone pour donner à Tiamat une idée de mort pour pouvoir être tuée. Il se fait appeler King Hassan (キングハサン, Kingu Hasan) par Fujimaru.
Sherlock Holmes (シャーロック・ホームズ, Shārokku Hōmuzu)
Voix japonaise : Takahiro Mizushima
Un personnage propre à l'histoire, il est un allié à Camelot et Shinjuku. À Camelot, il aide le groupe de Chaldea à entrer dans l'Académie Atlas et révèle qu'il était celui qui a compilé les notes sur les Grand Servants qu'Andersen trouva à Londres. Il refuse de les rejoindre sur leur mission puisqu'il a été embauché par Charles Babbage et de sa propre méfiance envers Romani.
À Shinjuku, il semble avoir fusionné partiellement avec Edmond Dantès en raison de ses propres erreurs en venant à la singularité. Il finit par venir à Chaldea avec Fujimaru. Il est révélé plus tard qu'il est un Servant de classe de Ruler.
Nitocris (ニトクリス, Nitokurisu)
Voix japonaise : Minami Tanaka
Une puissante sorcière égyptienne. Elle et Ozymandias font face au groupe de Fujimaru à la fin du chapitre de Camelot, mais après sa défaite, elle rejoint nos héros pour vaincre le mal.
Gilgamesh (ギルガメッシュ, Girugamesshu)
Voix japonaise : Tomokazu Seki
Le même Servant de classe Archer que Gilgamesh dans Fate/stay night et Fate/Zero. Il peut également être invoqué sous sa forme plus jeune de Fate/hollow ataraxia et Fate/kaleid liner Prisma Illya sous la classe Archer, et comme classe Caster lors du dernier stade de sa vie. Sa forme Caster est un allié principal dans le septième chapitre, Babylone, en tant que héros vivant après avoir perdu son ami Enkidu, l'Élixir d'immortalité, devenant en un roi dévoué d'Uruk pour le reste de sa vie. Il invoque divers Servants, tel que Merlin pour défendre ses terres contre les attaques de l'Alliance des Trois Déesses et enfants de Tiamat. Il est mort deux fois dans ce chapitre et après sa deuxième mort, il s'est réincarné en tant qu'Archer ce qui lui a permis d'avoir un accès complet à son Noble Fantasm « Gate of Babylon » et d'aider le protagoniste à vaincre la Bête Tiamat.
Tamamo-no-Mae (玉藻の前)
Voix japonaise : Chiwa Saito
Apparaissant pour la première fois dans Fate/EXTRA comme étant une Caster, elle est un avatar d'Amaterasu qui a pris la forme d'une femme-renarde. Par curiosité, elle voulait que ses adorateurs prospèrent, elle s'est alors réincarnée en la personne qui est devenue Tamamo-no-Mae, une belle courtisane de l'empereur Toba qui est suspectée de l'avoir maudit et plus tard tuée pour sa nature de femme-renarde. Elle est invoquée par le brouillard démoniaque à Londres au côté de Sakata Kintoki.
Marie-Antoinette d'Autriche (マリー・アントワネット, Marī antowanetto)
Voix japonaise : Risa Taneda
Marie Antoinette, épouse du roi français Louis XVI. Elle a péri, décapitée, durant la Révolution Française. Il est possible d'utiliser Marie-Antoinette en tant que support lors de la Guerre du Saint-Graal qui a lieu en France. Elle ne souhaite pas obtenir le Saint-Graal pour changer le passé mais pour le bonheur des gens, et de son peuple.

## Terminologie
L'Organisation pour la préservation du sens commun de l'homme, Chaldea (人理継続保障機関・カルデア, Jinri Keizoku Hoshō Kikan Karudea)
Aussi connu sous le nom d'Organisation de sécurité Chaldea, c'est une institution fondée et gérée par les magiciens nobles de la maison des Animusphere. Leur quartier général est construit sur la pente d'une montagne enneigée à une très haute altitude dont le complexe principal se propage dans le sous-sol. En observant la « lumière de la civilisation » à la surface de CHALDEAS, établie il y a déjà 100 ans, Chaldea a la responsabilité de garantir l'existence de la société humaine dans le futur. Après que l'anéantissement de l'espèce humaine en 2016 a été prouvée, l'institution est intervenue dans les événements de singularité du passé, qui ne devaient pas exister à l'origine, pour les détruire dans l'optique d'une stratégie de correction de l'avenir. En outre, diverses expériences et recherches ont été menées avec l'accord des Nations Unies.
Enregistrement du phénomène Cyber-Daemon, LAPLACE (事象記録電脳魔・ラプラス, Jishō Kiroku Den'nō-Ma Rapurasu)
L'une des inventions de Chaldea, qui a été achevée en 1950. C'est l'une des nombreuses mesures de sécurités mises en place pour préserver l'intégrité spirituelle et la sécurité d'un Master pendant le Rayshift.
Modèle environnementale de la Terre, CHALDEAS (疑似地球環境モデル・カルデアス, Chikyū Kankyō Moderu Karudeasu)
L'une des inventions de Chaldea, qui a été achevée en 1990. Fondé sur la définition que la Terre possède une âme, un petit modèle de l'astre a été créé en copiant cette âme. Il s'agit d'un globe terrestre auquel il est possible de définir l'état de la planète dans le passé ou l'avenir, pouvant ainsi reproduire avec précision les différents moments de la réalité de la Terre.
Télescope d'observation de l'avenir proche, SHEBA (近未来観測レンズ・シバ, Kin Mirai Kansoku Renzu Shiba)
L'une des inventions de Chaldea, qui a été achevée en 1999. Son inventeur est le professeur Lev, c'est un télescope destiné à l'observation de CHALDEAS. Il est agencé de manière à entourer le CHALDEAS, pour ainsi dire c'est une sorte de satellite d'observation de la Terre ; et fonctionne également comme un système de surveillance de la Terre pour Chaldea.
Système d'invocation d'Esprit Héroïque, FATE (守護英霊召喚システム・フェイト, Shugo Eirei Shōkan Shisutemu Feito)
L'une des inventions de Chaldea, qui a été achevée en 2004. Son inventeur est le père d'Olga-Marie, c'est un système qui permet d'invoquer volontairement un Servant, qui est normalement invoqué pendant la Guerre du Saint Graal, en temps de paix. Au début du jeu, Chaldea n'avait réussi qu'à invoquer avec succès trois serviteurs, Shielder (Galahad), De Vinci et « Inconnu » (Solomon, puis Dr Romani) en utilisant FATE. Après que Mash soit devenu une Shielder, elle réalise une cérémonie d'invocation avec un grand bouclier, qui est son trésor.
Moteur de calcul spirituel, TRISMEGISTUS (霊子演算装置・トリスメギリトス, Reiji Enzan Sōchi Torisumegiritosu)
L'une des inventions de Chaldea, qui a été achevée en 2015. Il a été réalisé grâce au don de technologie de l'Institut Atlas, c'est un ordinateur pour contrôler les futures observations et le Rayshift. Il est utilisé avec LAPLACE pour analyser CHALDEAS et exécuter le Rayshift.
Rayshift (レイシフト, Reishifuto)
L'une des inventions de Chaldea. Un système qui permet de voyager dans le temps, en projetant l'esprit d'un mage vivant pour l'envoyer dans le passé. Habituellement, il se réalise dans une machine appelée Coffin pour chaque personne dans la salle de contrôle centrale ; bien que le premier Rayshift du protagoniste et de Mash ait été exécuté en dehors de leur Coffin qui devait d'abord les cryogéniser, en tant que sujet de test par TRISMEGISTUS. Selon BB qui est venue tout droit du monde de Fate/EXTRA, le voyage vers le futur est irréalisable ; bien qu'elle ait dit ça, il n'est pas impossible en théorie, juste que cela ne pourra pas être faisable avec « l'actuelle technologie de Chaldea ».
Demi-Servant (デミ・サーヴァント, Demi Sāvu'anto)
L'une des expérimentations inventées par Chaldea. C'est le résultat d'une fusion entre un mage et d'un Servant. Des recherches et des expériences ont été réalisées depuis longtemps sur ce processus, qui menaient finalement à une série d'échecs. Cependant à la suite de coïncidences, Shielder est devenue le premier aboutissement réussi de ce processus, elle est une fusion hâtive entre Mash Kyrielight et Galaad.
Esprit Héroïque (幻霊, Genrei)
Ce sont des esprits de héros qui ont accompli de grands actes dans leur vie, devenus pour ainsi dire des objets de culte après leur mort. Les esprits héroïques peuvent avoir réellement exister à une certaine époque ou non, certains sont issus de légendes et d'autres n'ont simplement jamais été observés du tout.

## Accueil commercial

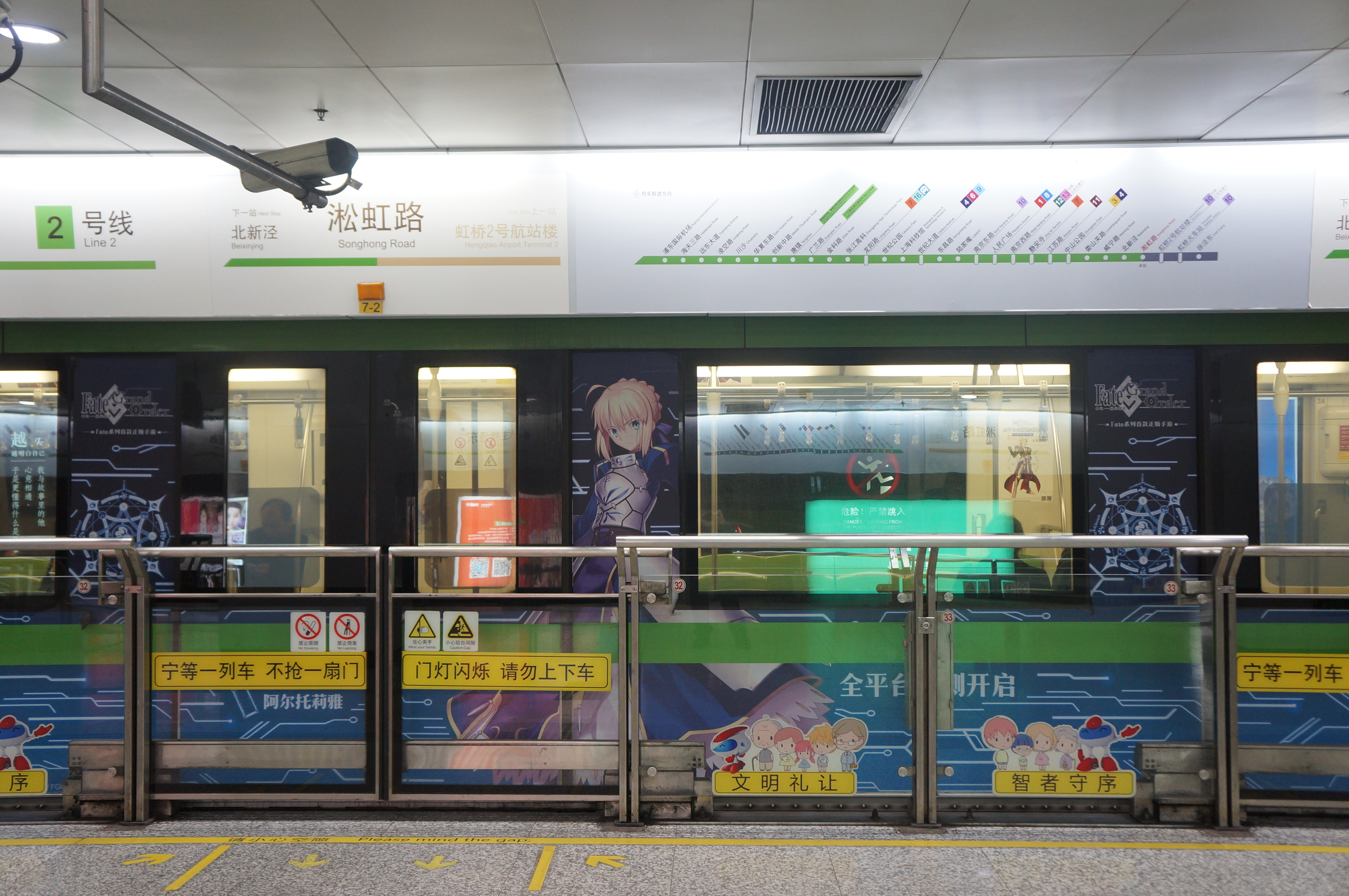
Une voiture aux couleurs du jeu à la station Songhong Road de la ligne 2 du métro de Shanghai en novembre 2016.

En 2018, Fate/Grand Order a attiré l'attention des médias en raison des informations selon lesquelles un Japonais de 31 ans, identifié seulement sous le nom de Daigo, aurait dépensé 70 000 de dollars pour acheter la monnaie du jeu appelée Saint Quartz, qui est en partie utilisé pour invoquer des Servants. Daigo a continué à dépenser de l'argent dans le jeu dans son désir d'obtenir des personnages de haut niveau et a fini par dépenser plus pour les renforcer une fois acquis. Dans une interview, le joueur a déclaré : « Certaines personnes dépensent 18 dollars pour un film et se sentent émues. J'ai dépensé 70 000 $ pour FGO. Mais ça me touche. ». Cet épisode a mis en évidence la popularité de F/GO. Selon le Wall Street Journal, le jeu est désormais en partie responsable de la hausse du bénéfice d'exploitation de Sony, qui devrait dépasser 1 milliard de dollars au cours du présent exercice. En mars 2018, l'application fournissait en moyenne 2,5 millions de dollars chaque jour.
Le jeu est très populaire au Japon et les rapports indiquent que le niveau est comparable au succès de Pokémon Go. Pour le premier semestre de 2020, Fate/Grand Order est le deuxième jeu vidéo le plus discuté sur Twitter.
Le jeu mobile fait partie des travaux recommandés par le jury lors de la 21e édition du Japan Media Arts Festival en 2018. Fate/Grand Order a reçu le prix de l'excellence lors de l'édition de 2018 des Japan Game Awards. Pour les éditions de 2017 et de 2018 du Famitsu Award (ja), le jeu a reçu le prix de l'excellence,.

### Téléchargements
Dès les douze premières heures après le lancement de la version anglaise aux États-Unis et au Canada le 25 juin 2017, le jeu a été téléchargé plus de 100 000 fois ; la version japonaise quant à elle a été téléchargée plus de 9 millions de fois en moins de deux ans. Il a été annoncé fin juillet 2017 que la version en chinois simplifié a été téléchargée plus de 6 millions de fois. Aniplex USA a annoncé le 31 août 2017 que la version américaine de Fate/Grand Order a atteint le million de téléchargements. En 2017 Fate/Grand Order a été téléchargé plus de 10 millions fois dans sa version japonaise depuis son lancement à l'été 2015.
La version japonaise du jeu a officiellement atteint les 14 millions de téléchargements en août 2018.

### Chiffres d'affaires
Le jeu a rapporté 89,6 milliards de yens (672 millions d'euros) au Japon entre le 1er janvier et le 3 octobre 2017. Fate/Grand Order comptabilise un chiffre d'affaires mondial de 982 millions de dollars en 2017, ce qui en fait le sixième jeu mobile le plus rentable de l'année. En janvier 2018, il s'agissait du cinquième jeu le plus rentable du mois sur Google Play. Le jeu avait un revenu mensuel d'au moins 10 milliards de yens (75 millions d'euros) en février 2018.
Jusqu'en juin 2018, le jeu a généré plus de 2 milliards de dollars de revenus à travers le monde. Le chiffre d'affaires mensuel a été estimé à 63 millions de dollars en juillet 2018, avec Sensor Tower estimant à 32 millions de dollars le chiffre d'affaires japonais sur l'App Store et 23 millions de dollars sur Google Play, ; à 3 millions de dollars pour la version chinoise sur l'App Store ; 2 millions de dollars sur l'App Store et 3 millions sur Google Play pour la version anglaise,. Cela représente un chiffre d'affaires de plus de 2,063 milliards de dollars (1,768 milliard d'euros) en juillet 2018. En septembre 2018, le jeu mobile a engrangé plus de 9 milliards de yens (environ 70 millions d'euros) soit deux fois plus que Pokémon Go et Granblue Fantasy qui ont respectivement obtenu 3,7 milliards ¥ (29 millions €) et 3,4 milliards ¥ (26 millions €) de revenus au cours de la même période. Selon une enquête d'Appbank sur les joueurs de Fate/Grand Order publiée en janvier 2019, sur les 982 personnes qui y ont répondu, 20.6% d'entre eux auraient dépensé plus de 200 000 yens (environ 1 600 €) en microtransactions en 2018.
En février 2019, le jeu a généré plus de 3 milliards de dollars de recettes dans le monde depuis sa sortie. Fate/Grand Order a tout de même connu des ralentissements dans ses ventes, notamment en juin 2019 sur iOS où le jeu est pour la première fois classé en dehors du top 50 de l'App Store japonais. En plus d'être le jeu mobile le plus rentable de 2019 au Japon, le jeu a généré plus de 4 milliards de dollars de recettes dans le monde entier en 2020 depuis sa sortie, ; 81,5% des revenus (soit 3,3 milliards de dollars) provenaient des joueurs au Japon, 10,4% (416 millions de dollars) provenaient de la Chine tandis que 3,8% (151,8 millions de dollars) provenaient des États-Unis, et ce, sans compter les recettes des magasin d'applications Android tiers en Chine ou dans d'autres régions.
Au cours du premier mois suivant la sortie de la version arcade, le 26 juillet 2018, Sega a vendu 10 millions de cartes pour le jeu d'arcade, réalisant un chiffre d'affaires de 1 milliard de yens (7,8 millions d'euros) en août 2018. Au mois de septembre 2018, la version arcade a plus de 300 000 joueurs au Japon.

## Autres productions et supports

### Anime

#### Spécials
Une adaptation en téléfilm d'animation intitulée Fate/Grand Order: First Order est diffusée le 31 décembre 2016.
Le téléfilm, produit par le studio Lay-duce, est réalisé par Hitoshi Namba et a pour vedette les doubleurs Nobunaga Shimazaki, Rie Takahashi et Ayako Kawasumi dans les rôles des personnages principaux qui sont projetés dans le passé pour tenter d'empêcher l'extinction prochaine de l'humanité.
Wakanim détient les droits de diffusion en simulcast du film dans les pays francophones.
Annoncé lors d'un événement à Akihabara en décembre 2017, deux courts-métrages animes sont produits à l'occasion d'un événement supplémentaire pour le réveillon de Nouvel an de 2018 nommé Fate Project Ōmisoka TV Special. Le premier film, Fate/Grand Order x Himuro no Tenchi ~7-nin no Saikyō Ijin-Hen~ (Fate/Grand Order x 氷室の天地～7人の最強偉人篇～, litt. « Fate/Grand Order x Le Monde de Himuro: Le Chapitre des sept grandes personnalités les plus puissantes »), s'appuie sur le yonkoma comique d'Eiichirō Mashin Himuro no Tenchi Fate/school Life (氷室の天地 Fate/school life). Masato Nagamori a conçu les chara-designs, et Takahiro Miura en est le réalisateur technique au studio ufotable. Le second court-métrage est un travail original intitulé Fate/Grand Order -Moonlight/Lostroom- ; celui-ci se concentre sur une « Pièce perdue » où vous pouvez trouver ce qui a été perdu - ou ceux qui ont été perdus. Cette pièce, qui n'appartient à personne, est oubliée dans un coin de Chaldea. Hitoshi Nanba et Takurō Tsukada en sont respectivement le réalisateur en chef et réalisateur au studio Lay-duce. Kinoko Nasu a écrit le script. Ces deux courts-métrages ont été diffusés au Japon le 31 décembre 2017 sur Tokyo MX, GTV, GYT, BS11 et ainsi que sur le service live de Niconico.
Une adaptation du manga comique de Riyo, Manga de wakaru! Fate/Grand Order (マンガで分かる! Fate/Grand Order), est réalisée par A-1 Pictures et est diffusée lors du Fate Project ōmisoka TV Special 2018 (Fate Project 大晦日 TVスペシャル 2018), le 31 décembre 2018. Cet épisode de 15 minutes a été ensuite mis en ligne sur YouTube par la chaîne officiel de Fate/Grand Order,.
Avec la diffusion du premier épisode au cours du Fate Project ōmisoka TV Special 2020 (Fate Project 大晦日 TVスペシャル 2020), le 31 décembre 2020, la production d'une série d'OAV, intitulée Fate/Grand Carnival, a été annoncée ; elle est réalisée par Seiji Kishi au studio d'animation Lerche avec des scripts de Makoto Uezu. Elle est composée de deux saisons dont les sorties en Blu-ray/DVD sont respectivement prévues pour le 2 juin et le 25 août 2021. La chanson de l'opening est une reprise de celle de Carnival Phantasm, intitulée Super☆Affection (すーぱー☆あふぇくしょん, Sūpā☆Afuekushon) ; elle est interprétée par les seiyū sous le nom de leur personnage.

#### Babylone, Camelot et Solomon

Logo original des deux films de Camelot.

Fin juillet 2018, Aniplex a officiellement annoncé la production de deux projets d'animation via le remaniement du site officiel des animes. Ces projets sont le fruit d'un sondage réalisé en janvier 2018 auprès des fans à propos de leur singularité favorite et du format d'adaptation dont le résultat classait en premier « Babylone » et une « série télévisée d'animation » puis en seconde position « Camelot » et un « film d'animation ». Le personnel des deux projets est révélé avec la réorganisation du site officiel, créditant au passage Kinoko Nasu et TYPE-MOON comme créateurs de l'œuvre d'origine et Takeshi Takeuchi pour le design des personnages principaux :
Ainsi le premier projet est l'adaptation de « Babylone » en série télévisée qui est intitulée Fate/Grand Order Absolute Demonic Front: Babylonia (Fate/Grand Order -絶対魔獣戦線バビロニア-, Fate/Grand Order: Zettai majū sensen Babylonia) ; celle-ci est réalisée au studio d'animation CloverWorks et dont la diffusion a débuté en octobre 2019. Wakanim détient les droits de diffusion en simulcast de la série dans les pays francophones.
Le second projet est une adaptation en long-métrage divisée en deux parties de « Camelot » dont les titres sont Fate/Grand Order: Shinsei entaku ryōiki Camelot - Wandering; Agateram (Fate/Grand Order 神聖円卓領域 キャメロット Wandering; Agateram) et Fate/Grand Order: Shinsei entaku ryōiki Camelot - Paladin; Agateram (Fate/Grand Order 神聖円卓領域 キャメロット Paladin; Agateram). Ces films sont respectivement réalisés par Kei Suezawa chez Signal.MD, pour le 1er film, et Kazuto Arai chez Production I.G, pour le 2d, et sont accompagnés de Takashi Takeuchi en tant que character designer principal avec Mieko Hosoi qui adapte ces designs pour l'animation ainsi que des compositeurs Keita Haga et Hideyuki Fukasawa. Ukyō Kodachi s'occupe des scripts du 1er film. La première partie Wandering; Agateram est initialement prévue pour le 15 août 2020 ; en raison de l'impact de la pandémie de Covid-19 au Japon sur la production, la sortie du film est repoussée au 5 décembre 2020,. Le deuxième film est prévu le 8 mai 2021. La chanson thème de Wandering; Agateram, Dokuhaku (独白, litt. « Monologue »), est interprétée par Maaya Sakamoto, ; tandis que Mamoru Miyano interprète celle de Paladin; Agateram, intitulée Tо̄mei (透明, litt. « Transparent »).
Les producteurs Yūichi Fukushima de CloverWorks et Shizuka Kurosaki d'Aniplex ont assuré que ces adaptations seraient accessibles même à ceux qui ne joue pas au jeu d'origine.
Après la diffusion du dernier épisode de Fate/Grand Order Absolute Demonic Front: Babylonia, la production d'une adaptation de la singularité finale Fate/Grand Order: Kyūshoku tokuiten - Kani jikan shinden Solomon (Fate/Grand Order -終局特異点 冠位時間神殿ソロモン-) a été officialisée ; celle-ci sera produite par l'équipe qui a elle-même produit Babylonia,.

### Jeux vidéo
Le 1er avril 2017, Fate/Grand Order Gutentag Omen a été publié en tant que poisson d'avril. C'est une parodie de Pokémon Go.
Un jeu de réalité virtuelle intitulé Fate/Grand Order VR feat. Mash Kyrielight (Fate/Grand Order VR feat.マシュ・キリエライト) est en vente pour la PlayStation VR, de type jeu vidéo bishōjo, il permet ainsi au joueur d'interagir avec Mash. Le jeu est disponible gratuitement sur le PlayStation Store japonais depuis le 6 décembre 2017,,,. Une autre histoire nous permet d'interagir avec Arturia Pendragon, intitulée Arturia Pendragon VR Drama (アルトリア・ペンドラゴン VRドラマ, Arutoria Pendoragon VR Dorama), celle-ci est disponible après avoir entraîné Mash,. En novembre 2018, il a été annoncé qu'une version anglaise est prévue pour 2019. Celle-ci sort le 26 février 2019.

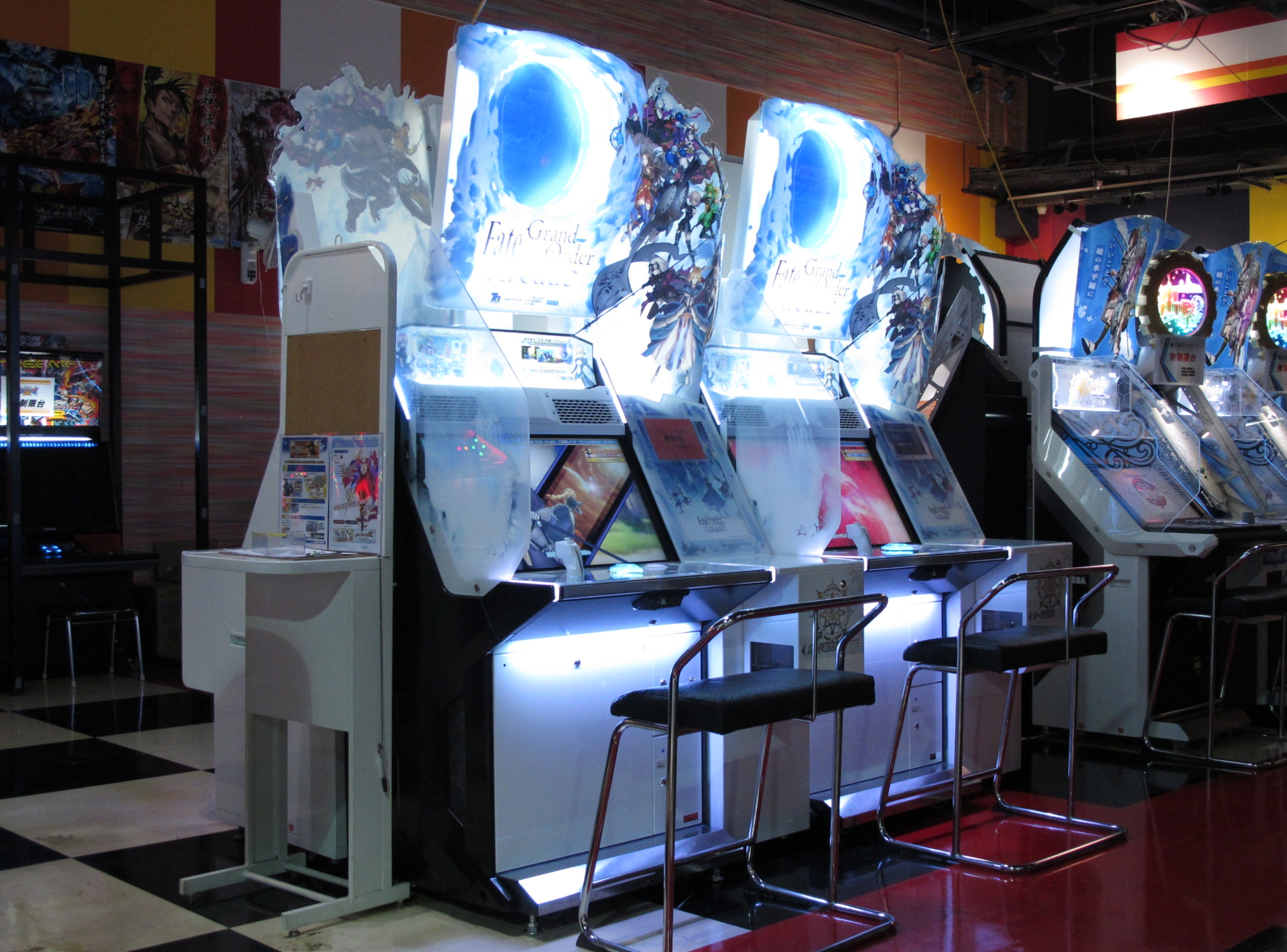
Borne de Fate/Grand Order Arcade.

Annoncé par l'ouverture d'un site web par Type-Moon, un autre spin-off sur arcade de combat intitulé Fate/Grand Order Arcade est développé en partenariat avec Sega. Celui-ci est sorti le 26 juillet 2018 au Japon. Le jeu dispose également d'un mode solo, et présente lors de son lancement les 20 Servants suivants : Mash Kyrielight de classe Shielder, Arturia Pendragon, Siegfried et Jules César de classe Saber, EMIYA et Atalante de classe Archer, Élisabeth Báthory et Léonidas Ier de classe Lancer, Méduse, Sainte Marthe et Saint George de classe Rider, Cú Chulainn et Mozart de classe Caster, Carmilla et le Fantôme de l'Opéra de classe Assassin, Caligula, Héraclès et Vlad III de classe Berserker. Hassan-i Sabbah et Jeanne d'Arc apparaîtront également dans le jeu,,. Le jeu emploie également le système des cartes de commande qui permet au joueur de pouvoir lancer un combo contre leur adversaire, les Craft Essences sont également présents sur cette version arcade. Par ailleurs, lorsque les joueurs joueront au jeu, la borne d'arcade leur remettra par une carte aléatoire présentant l'un des personnages du jeu ; cette carte, appelée « Carte Kira » (キラカード, Kirakādo), permet au joueur de changer l'apparence de leurs personnages,. Māya Sakamoto interprète la chanson thème du jeu intitulée Kūhaku (空白, litt. « Espace vide »).
Un jeu de rythme est sorti sur iOS et Android le 11 août 2020 à l'occasion du 5e anniversaire du jeu. Intitulé Fate/Grand Order Waltz in the MOONLIGHT/LOSTROOM, le joueur y incarne de nouveau le Master et doit appuyer sur les boutons en rythme avec la musique et la dance de Mash, qui apparaît en full 3DCG ; cette dernière entame des dialogues entièrement doublés lors d'une session de dance ou sur l'écran d'accueil et peut avoir de nouvelles tenues qui se débloquent avec la monnaie du jeu gagnée en complétant des niveaux. Le jeu mobile était à l'origine limité à 550 000 téléchargements et a été installé très rapidement dès sa mise en ligne sur les magasins d'applications japonais ; il est finalement lancé au grand public le 8 septembre 2020.

### Adaptations théâtrales
Une pièce de théâtre intitulée Fate/Grand Order The Stage : Le Domaine divin de la Table ronde, Camelot (Fate/Grand Order THE STAGE -神聖円卓領域キャメロット-) a été jouée du 14 au 17 juillet 2017 au Zepp Blue Theater du district de Roppongi, à Tokyo. Écrit par le réalisateur Sakurako Fukuyama, le scénario s'appuie sur la singularité de Camelot ; la mise en scène est accompagnée d'une bande-son composée par Akane Ōtsuka, Keita Haga et Hideyuki Fukasawa,. Dès fin juin 2017, il avait été annoncé que la pièce serait rejouée du 29 septembre au 8 octobre 2017 au même endroit.
Une nouvelle pièce est annoncée en juillet 2018, celle-ci adaptera la septième singularité « Babylone ». Elle sera jouée au Sankei Hall Breeze d'Osaka, du 11 janvier au 15 janvier 2019, et au Nippon Seinenkan Hall de Tokyo, du 19 janvier au 27 janvier 2019. La pièce est à nouveau écrite par le réalisateur Sakurako Fukuyama avec une bande-son composée par Akane Ōtsuka,.

#### Distribution
| Personnage        | Personnage        | Acteur/Actrice,                 |
| ----------------- | ----------------- | ------------------------------- |
| Bédivère          | Bédivère          | Hiroki Sana                     |
| Ritsuka Fujimaru  | (Homme)           | Ryō Saeki (2017)                |
| Ritsuka Fujimaru  | (Homme)           | Shōichirō Oomi (2019)           |
| Ritsuka Fujimaru  | (Femme)           | Renna Okada (2017)              |
| Ritsuka Fujimaru  | (Femme)           | Mioka Sakamoto (2019)           |
| Mash Kyrielight   | Mash Kyrielight   | Akari Nanawo                    |
| Arturia Pendragon | Arturia Pendragon | Yū Takahashi                    |
| Lancelot          | Lancelot          | Kento Ono                       |
| Gauvain           | Gauvain           | Yamaguchi Daichi                |
| Tristan           | Tristan           | Daisuke Kikuta                  |
| Mordred           | Mordred           | Chihiro Kai                     |
| Agravain          | Agravain          | JAY                             |
| True Assassin     | True Assassin     | BOB (juillet 2017)              |
| True Assassin     | True Assassin     | Takashi Tomizawa (automne 2017) |
| Arash             | Arash             | Shunsuke Nishikawa              |
| Ozymandias        | Ozymandias        | Reo Honda                       |
| Léonard de Vinci  | Léonard de Vinci  | RiRiKA                          |
| Romani Archaman   | Romani Archaman   | Takuya Ide                      |
| Instrumentaliste  | Instrumentaliste  | ayasa                           |
| Gilgamesh         | Gilgamesh         | Haruki Kiyama                   |
| Enkidu            | Enkidu            | Shōgo Yamazaki                  |
| Ana               | Ana               | Sakina Kuwae                    |
| Ishtar            | Ishtar            | Saori Yasaka                    |
| Ereshkigal        | Ereshkigal        | Umino Kawamura                  |
| Quetzalcoatl      | Quetzalcoatl      | Saki Akai                       |
| Gorgon            | Gorgon            | Asana Mamoru                    |
| Siduri            | Siduri            | Yōko Kadoyama                   |

### Manga

#### Partie 1: Observer on Timeless Temple
En juillet 2017, un nouveau projet de manga fondé sur le jeu pour smartphones a vu le jour, il comprend deux mangas publiés dans deux magazines différents.
Le premier, intitulé Fate/Grand Order -mortalis:stella-, est dessiné par Shiramine, il est lancé dans le numéro de septembre 2017 du Monthly Comic Zero Sum de la maison d'édition japonaise Ichijinsha le 28 juillet 2017. Par ailleurs, Ichijinsha a ouvert un site internet le 28 juin. Elle adapte le prologue, les première, deuxième, quatrième, sixième et dernière singularités à partir du point de vue de Mash. La publication de l'adaptation a connu différentes pauses entre les numéros de mai 2018 à décembre 2019, parus respectivement le 28 mars 2018 et le 28 octobre 2019, avant d'être reprise dans le numéro de janvier 2020, sorti le 28 novembre 2019.
Takeshi Kawabuchi est le dessinateur de Fate/Grand Order -turas réalta-, le second manga, qui est publié par Kōdansha dans le numéro de septembre de son magazine de prépublication de manga Bessatsu Shōnen Magazine à partir du 9 août 2017 ; auquel un site consacré à cette nouvelle série est ouvert depuis le 7 juillet. Elle adapte le prologue, les première, troisième, cinquième, septième et dernière singularités à partir du point de vue de Ritsuka Fujimaru. Des modifications ont été apportées à l'histoire telles que le fait qu'Atalante (Alter) apparaît à la fin de la première singularité, Kiyohime accompagne le groupe de Chaldea durant la troisième singularité tandis que David part après la combat contre Héraclès.

#### Partie 1.5: Epic of Remnant
En décembre 2018, il a été annoncé que l'ensemble des singularités de sous-espèces d'Epic of Remnant sont adaptés en manga :
Épisode I - Shinjuku est réalisé par Shōnen Sasaki dont le premier chapitre est publié dans le Monthly Shōnen Ace de Kadokawa depuis le numéro de mars 2019, sorti le 26 janvier 2019.
Dessiné par Hideo Takanaka, Épisode II - Agartha est publié dans le Young Ace de Kadokawa depuis le numéro de mars 2019, paru le 4 février 2019.
L'adaptation de l'Épisode III - Shimōsa par Rei Wataru a débuté sur le service en ligne de Kōdansha, Magazine Pocket, le 29 janvier 2019. Pour cette œuvre, Ritsuka Fujimaru est une femme faisant partie d'un club de volley-ball.
Aoi Ohmori s'occupe de réaliser l'Épisode IV - Salem dont le premier chapitre est publié dans le numéro de mars 2019 du Monthly Comic Rex d'Ichijinsha, le 26 janvier 2019.
L'épisode extra SE.RA.PH, qui est à l'origine un événement de collaboration avec Fate/EXTRA CCC pour une durée limitée, est également adaptée par Kengorō Nishide dont le premier chapitre est publié sur le webzine de Kadokawa, le Young Ace Up, le 20 février 2019,. Des personnages qui n'apparaissaient pas dans l'événement d'origine ont été ajoutés tels qu'Ishtar et Kazuradrop. Le 20 décembre 2019, la série est transférée sur TYPE-MOON Comic Ace, le nouveau site web gratuit pour les mangas TYPE-MOON issu du partenariat entre Kadokawa et TYPE-MOON.

#### Autres
Manga de wakaru! Fate/Grand Order (マンガで分かる！ Fate/Grand Order, litt. « Vous pouvez comprendre avec le manga ! ») est un manga comique au format quatre cases, écrit et dessiné par Riyo, expliquant le système du jeu de manière peu sérieuse et parodique. Une description satirique du jeu original et des éléments de yuri et yaoi y sont également incorporés. La « première saison » est lancée sur le site officiel du jeu, le 13 août 2015, juste après la sortie de la version iOS ; elle s'est conclue avec le 15e chapitre publié le 19 novembre 2015. Une suite, intitulée Motto Manga de wakaru! Fate Grand/Order (もっとマンガで分かる！ Fate/Grand Order, litt. « Vous pouvez mieux comprendre avec le manga ! »), est publiée sur le site officiel du jeu du 17 décembre 2015 au 27 juillet 2017. Une troisième série intitulée Masumasu Manga de wakaru! Fate Grand/Order (ますますマンガで分かる！ Fate/Grand Order, litt. « Vous pouvez de plus en plus comprendre avec le manga ! ») est publiée depuis le 3 août 2017. Kadokawa a publié une compilation des chapitres des deux premières séries dans un volume tankōbon le 2 août 2017 ; un deuxième a été publié à ce jour. Aniplex of America publie les chapitres en anglais sous le titre Learning with Manga! Fate Grand/Order sur le site officiel de la version anglaise du jeu.